# Мацумото Хітосі
Мацумото Хітосі (яп. 松本 人志, Мацумото Хітосі, нар. 8 вересня 1963), також Маттян (яп. 松ちゃん (まっちゃん)) — японський комік та телеведучий. Один з найбільш популярних коміків Японії. Частина комедійного дуету Downtown разом з партнером Хамадою Масатосі. Народився і виріс, як і Хамада, у Амаґасакі, префектура Хьоґо.
Продюсер кількох фільмів, починаючи з 2007 року з фільму "Big Man Japan", у деяких з яких він також знявся в ролі головного героя. Наразі він веде шоу "Documental" на Amazon Prime. На початку 2024 року Мацумото оголосив про тимчасову перерву в діяльності через підготовку до судової справи про дифамацію.

## Раннє життя
Мацумото народився в Амагасакі, Хьоґо, у бідній родині. Має старшу сестру та брата — Мацумото Такахіро (яп. 松本 隆博, Matsumoto Takahiro), відомого гітариста, який випустив автобіографічну книгу під назвою «Старший брат Мацумото» (яп. 松本の兄, Matsumoto no Ani). Зростання у бідній родині сильно вплинуло на характер Хітосі. Він висловив свої спогади та почуття у вірші під назвою «Рис з куркою» (яп. チキンライス, Chikin Raisu), де він написав, що сміх був єдиним способом пережити ті часи. Мацумото вважає, що саме бідність допомогла розвинути в нього гарну уяву та розуміння ігор, оскільки він мав сам винаходити собі заняття, щоб розважатися.
В дитинстві Мацумото хотів стати манґакою. Його улюбленою манґою була "Tensai Bakabon" авторства Акацуки Фуджіо.
Він ходив у початкову школу Ушіо, де познайомився з Хамадою Масатоші. У 1982 році закінчив технічну школу Амаґасакі. Спершу він працював у друкарні. Пізніше Хамада запропонував йому вступити до Йошімото Коґьо — великої японської агенції у сфері розваг. Разом вони створили дует Downtown та дебютували в 1983 році.

## Особисте життя
Мацумото був неодружений багато років, заявляяючи, що не захоплюється романтикою, та вважає надокучливим та непотрібним спати або купатись з кимось іншим.
Але у липні 2008 року стало відомо, що Мацумото зустрічався з 25-річною таренто (телеперсоною) Іхарою Рін, ведучою прогноза погоди на програмі новин「ズームイン! ! Super」 («Наблизьте!! Супер»). Увечері 17 травня 2009 року було офіційно оголошено, що Мацумото таємно одружився з молодшою на 19 років Іхарою. Причиною їх шлюбу стала її незапланована вагітність від Мацумото. Повідомлення про шлюб було надіслано в кілька ЗМІ менеджмерами Мацумото. Сам комік лишив повідомлення: «Моя партнерка звільниться з роботи і зараз вагітна. У цей делікатний час, я хотів би, щоб до цього ставилися якомога м'якіше. Найкраще було б провести пресконференцію, але я дуже соромлюся, тому не буду».
6 жовтня 2009 року у Мацумото та Іхари Рін народилась донька. У той час Мацумото був у Південній Кореї на показі фільму «Символ».

### Інтереси
Мацумото захоплюється творчістю Вінсента Ван Гога, та їздив до Амстердаму, щоб відвідати його музей . Ці подорожі були зняті для спеціального документального серіалу NHK BS «Правда про Мацумото Хітосі» (яп. 松本人志の本当, Matsumoto Hitoshi no Hontō). Він поважає коміка Фудзіяму Канбі.
Він полюбляє фільми жанру токусацу та має DVD бокс-сети таких серіалів, як "Kamen Rider" і "Giant Robo". Він кілька разів пародіював прийоми жанру токусацу у своєму шоу "Downtown no Gottsu Ee Kanji" та у своєму режирсерському дебюті "Big Man Japan".

### Здоров'я
В останні роки Мацумото набув дуже гарної фізичної форми. Він постійно займається в залі та став дуже мускулистим, про що часто жартують інші коміки та він сам. Раніше він перемагав свого комедійного партнера Хамаду в стрибках у висоту. У 1999 році він випередив Хамаду, Ямадзакі Хосея та обох членів Кокоріко в забігу на 100 метрів (він пробіг всю довжину, а інші пробігли чверть довжини кожен у формі естафети). Через три роки він виступив значно краще за них у змаганнях зі стрибків у довжину.
Хоча Мацумото стверджує, що не цікавиться спортом, він час від часу займався боксом та дружить з колишнім чемпіоном світу з боксу Тацуйоші Дзьоітіро.
Раніше багато палив, але кинув у 2003 році.
28 червня 2010 року Йошімото Коґьо оголосили, що Мацумото не буде виступати протягом двох місяців через травму лівого стегна, яка потребувала операції. У двох епізодах решта акторів Gaki no Tsukai обговорювали його стан. Мацумото повернувся на шоу 31 серпня. Після цієї травми він деякий час не брав участь у частинах шоу, де необхідні фізичні навантаження, та зазвичай займав роль глядача.
Під час новорічного шоу 2012 року Мацумото розповів, що отримав перелам, коли готувався до нього. Але незважаючи на вказівки лікаря, він все одно брав участь.

## Звинувачення в сексуальних домаганнях
У грудні 2023 року в таблоїді "Shunkan Bunshun" вийшла стаття, в якій дві анонімні жінки звинуватили Мацумото в домаганнях на VIP-вечірці 2015 року. Після публікації статті до звинувачень долучились ще декілька жінок. В них стверджувалось, що Мацумото вимагав від своїх колег та молодших коміків приводити жінок на вечірки, де він їх домагався.
Агенція Мацумото заперечила звинувачення. Мацумото заявив про їх абсолютну безпідставність, та через деякий час оголосив про перерву у роботі, щоб зосередитись на захисті свого імені в суді. У січні 2024 року Мацумото подав до суду на видавця таблоїда, компанію "Bungei Shunju", на 550 мільйонів єн (близько 3.6 мільйонів доларів США) за дифамацію. Слухання розпочались у березні.

## Список робіт

### Фільми
Комедійні короткі фільми:
- Tōzu (頭頭) (1993)
- Sundome Kaikyō (寸止め海峡) (1995)
- Visualbum Vol. Apple — Promise (ビジュアルバム Vol. リンゴ — 約束) (1998)
- Visualbum Vol. Banana — Kindness (ビジュアルバム Vol. バナナ — 親切) (1998)
- Visualbum Vol. Grape — Relief (ビジュアルバム Vol. ブドウ — 安心) (1999)
- Sasuke (佐助) (2001)
- Zassā (ザッサー) (2006)

Повнометражні фільми:
- Big Man Japan (2007)
- Symbol (2009)
- Saya Zamurai (2011)
- R100 (2013)
- Violence Voyager (2019), оповідач

### Телебачення і радіо
- Hitori gottsu (一人ごっつ) (1996—1997)
- Densetsu no kyōshi (伝説の教師) (2000)
- Ashita ga aru sa (明日があるさ) (2001)
- Hōsō-shitsu (放送室) (з 2001)
- Hitoshi Matsumoto no suberanai hanashi (人志松本のすべらない話) (з 2004)
- Ippon Grand Prix (IPPONグランプリ) (з 2009)
- Matsumoto Hitoshi no Konto (MHK) (松本一志のコント) (2010)
- Hitoshi Matsumoto Presents Documental (з 2016)

### Книги
- Isho (遺書) (1994) ISBN 978-4-02-256809-0
- Matsumoto (松本) (1995) ISBN 978-4-02-256898-4
- Matsumoto Hitoshi Ai (松本人志 愛) (1998) ISBN 978-4-02-257300-1
- Matsumoto Bōzu (松本坊主) (1999) ISBN 978-4-947599-62-9
- Zukan (図鑑) (2000) ISBN 978-4-02-257550-0
- Matsumoto Cinema Bōzu (松本シネマ坊主) (2002) ISBN 978-4-8222-1733-4
- Matsumoto Saiban (松本裁判) (2002) ISBN 978-4-86052-002-1
- Teihon Hitorigottsu (定本一人ごっつ) ISBN 978-4-86052-024-3
- Sukika, Kiraika — Matsumoto Hitoshi no Nigenron (好きか、嫌いか — 松本人志の二元論) (2004) ISBN 978-4-08-780401-0
- Sukika, Kiraika 2 — Matsumoto Hitoshi no Saishuu Sanban (好きか、嫌いか2 — 松本人志の最終裁判) (2005) ISBN 978-4-08-780422-5
- Cinema Bōzu 2 (シネマ坊主2) (2005) ISBN 978-4-8222-1744-0
- Cinema Bōzu 3 (シネマ坊主3) (2008) ISBN 978-4-8222-6321-8
- Matsumoto Hitoshi No Ikari Akaban (松本人志の怒り 赤版) (2008) ISBN 978-4-08-780503-1
- Matsumoto Hitoshi No Ikari Aoban (松本人志の怒り 青版) (2008) ISBN 978-4-08-780504-8